# Diocese de Gibraltar
A Diocese de Gibraltar (em latim: Dioecesis Gibraltariensis, em inglês:  Roman Catholic Diocese of Gibraltar) é uma circunscrição eclesiástica da Igreja Católica no território ultramarino britânico de Gibraltar. Aproximadamente vinte padres e nove freiras servem na diocese. 
O representante papal em Gibraltar é o Núncio da Grã-Bretanha, atualmente Antonio Mennini.
A 24 de junho de 2016, o papa Francisco nomeou Carmelo Zammit como bispo, o vigário judicial da Arquidiocese de Malta. Foi consagrado bispo a 8 de setembro de 2016, e tomou posse da diocese a 24 de setembro.
A diocese de Gibraltar abrange cinco paróquias. Em 2006 contava com quinze padres, e quinze membros de ordens religiosas (dez mulheres e cinco homens). A diocese possui 6,84 km².

## História
Após a reconquista cristã em 1468, Gibraltar tornou-se parte da Diocese de Cádis e Algeciras. Permaneceu assim após a conquista dos Habsburgos em 1704 (uma vez que os termos da rendição explicitamente mantinham o catolicismo), embora a população católica remanescente de Gibraltar fosse pequena. O Tratado de Utreque de 1713 não mudou a fé católica no território. Juan Romero de Figueroa, o padre espanhol encarregado da Igreja Paroquial de Santa Maria Coroada (que permaneceu na cidade, mesmo grande parte da população tendo a deixado em 1704), foi o primeiro vigário-geral da cidade, tendo sido nomeado pelo bispo de Cádis. No entanto, posteriormente, as autoridades britânicas impediram o bispo de Cádis de escolher os padres para a cidade. O bispo também foi impedido de realizar visitas ad limina na cidade. Lorenzo Armegual de la Mota foi o último bispo de Cádis que realizou uma visita ad limina, em 1720.
O Vicariato Apostólico de Gibraltar foi criado em 1816, transferindo a relação entre Gibraltar e Cádis a Roma. John Baptist Nosardy Zino foi o primeiro vigário apostólico de Gibraltar, nomeado a 25 de janeiro de 1816. Nosardy foi vigário até 1839, ano em que se abdicou do cargo. Desde então, o vigário sempre foi um bispo titular.
O Vicariato foi elevado a diocese a 19 de novembro de 1910. Henry Gregory Thompson foi o primeiro bispo de Gibraltar, até a sua renúncia em 1927.